# المرأة الكوبرا
المرأة الكوبرا (بالإنجليزية: Cobra Woman)‏ هو فيلم مغامرات أمريكي أنتج في سنة 1944 وهو من إخراج روبرت سيودماك وبطولة ماريا مونتيز وجون هول وسابو، قصة الفيلم تتكلم عن فتاة جميلة أسمها توليا تختطف وتأخذ إلى جزيرة كوبرا حيث تحكمها جدتها الملكة، فيذهب حبيبها رامو لينقذها مع صديقه كادو، لكن بدل العثور عليها يعثر على شقيقتها التوأم الشريرة ناجا لتحاول الإيقاع به.

## البطولة
- ماريا مونتيز بدور توليا/ناجا
- جون هول بدور رامو
- سابو بدور كادو
- إدغار بارير بدور مارتوك
- ماري ناش بدور الملكة
- لويس كولير بدور فيدا
- سامويل إس هيندس بدور الأب بول
- موروني أولسن بدور ماكدونالد
- لون تشاني جونيور بدور هافا

## روابط خارجية
- المرأة الكوبرا على موقع IMDb (الإنجليزية)
- المرأة الكوبرا على موقع روتن توميتوز (الإنجليزية)
- المرأة الكوبرا على موقع نتفليكس (الإنجليزية)
- المرأة الكوبرا على موقع Turner Classic Movies (الإنجليزية)
- المرأة الكوبرا على موقع أول موفي (الإنجليزية)
- المرأة الكوبرا على موقع فيلمافينيتي (الإسبانية)
- المرأة الكوبرا على موقع قاعدة بيانات الفيلم (الإنجليزية)
- المرأة الكوبرا على موقع ليتربوكسد (الإنجليزية)
- المرأة الكوبرا على موقع كينوبويسك (الروسية)